# Polycentropus exesus
Polycentropus exesus là một loài Trichoptera hóa thạch trong họ Polycentropodidae.